# 明和地所
明和地所株式会社（めいわじしょ）はマンション専門のデベロッパー。

## 沿革
もともと大京の専務であった原田利勝が創業。大京の元横浜支店のメンバー達によって創られた。

### 年表
- 1986年（昭和61年）
  - 4月 - 明和地所株式会社を横浜市西区に設立。
  - 6月 - 明和管理株式会社を設立。
  - 8月 - クリオマンションシリーズ第一弾「クリオ上大岡ホームズ」を販売。
- 1987年（昭和62年）7月 - 札幌市中央区に札幌営業所を設立。
- 1989年（平成元年）
  - 8月 - 東京都渋谷区に渋谷支店を開設。
  - 9月 - 明和ファイナンス株式会社を設立。
- 1990年（平成2年）11月 - 東京都中央区に新橋支店を開設。
- 1992年（平成4年）10月 - 本社・渋谷支店・新橋支店の統合を目的として東京都渋谷区の新本社ビルに移転。
- 1994年（平成6年）5月 - 総供給戸数10,000戸を達成したクリオシリーズ第285棟「クリオ東村山壱番館」を販売。
- 1996年（平成8年）9月 - 東京証券取引所市場第二部に株式を上場。レミントンシリーズ第一弾「クリオレミントンハウス武蔵野」を販売。
- 1997年（平成9年）6月 - 明和商事株式会社（後の明和総合商事株式会社→明和地所住宅流通株式会社→明和リアルエステート株式会社）を設立。
- 1998年（平成10年）
  - 9月 - 東京証券取引所市場第一部に指定。
  - 12月 - レジダンスシリーズ第一弾で総供給戸数20,000戸を達成したクリオシリーズ第478棟「クリオレジダンス東京」を販売。
- 1999年（平成11年）12月 - 第2明和ビル完成
- 2000年（平成12年）7月 - 札幌営業所を支店に改組
- 2002年（平成14年）1月 - ラ・モードシリーズ第一弾「クリオ多摩川ラ・モード」を販売
- 2005年（平成17年）
  - 2月 - 総供給戸数30,000戸を達成したクリオシリーズ第641棟「クリオ横須賀海岸通り」を販売
  - 4月 - 創業者である原田利勝（現・取締役会長）から原田英明に代表取締役社長が交代し、新経営体制に移行。
  - 8月 - 明和管理株式会社が明和ライフサポート株式会社を設立
- 2006年（平成18年）
  - 4月 - 設立20周年
  - 12月 - 明和総合商事を明和リアルネット株式会社に商号変更。新たに明和総合商事株式会社を設立。
- 2008年（平成20年）4月 - 明和リアルネット株式会社が明和総合商事株式会社を吸収合併し、明和地所住宅流通株式会社に商号変更。
- 2015年（平成27年）4月 - 明和地所住宅流通株式会社を明和リアルエステート株式会社へ商号変更。
- 2018年（平成30年）10月 - 明和リアルエステート株式会社を吸収合併。
- 2023年（令和5年）10月 - 東京証券取引所スタンダード市場へ市場変更。

## 国立マンション訴訟
東京都国立市の「大学通り」沿いに建設した高層マンション「クリオレミントンヴィレッジ国立」が景観権を侵害するとして、周辺住民らからマンションの部分撤去と損害賠償を求められた（国立マンション訴訟）。1審・東京地裁は高さ20mを超える部分の撤去を命じたが、2審・東京高裁は明和地所逆転勝訴の判決を言い渡し、2006年3月に最高裁で確定した。また、建物の高さ制限を20mとする国立市の条例はクリオレミントンヴィレッジ国立の建設を妨害する目的で違法だとして市に損害賠償などを求めた訴訟でも、2008年3月に最高裁で勝訴が確定した。明和地所は勝訴で得た損害賠償金と遅延損害金計約3120万円を全額国立市に寄付。「訴訟は市の違法性を確認したかっただけ。賠償金は市民の血税から払われており、受け取れない。学校内の楽器や福祉センターの充実に充ててほしい」とのコメントを出した。

## 分譲住宅
- クリオシリーズ
  - クリオラ・モードシリーズ - 都心の立地、1～2LDK中心
  - クリオレジダンスシリーズ - 大規模マンション
  - クリオレミントンシリーズ - ワンランク上の高級マンション

## 広告

### テレビCM
年末年始（『新春スポーツスペシャル箱根駅伝』など）を中心にクリオマンションシリーズのCMをスポット展開している。
| ジャンル | タイトル     | 作詞曲者                         | 歌     | 収録CDアルバム・発売元                              | CDコード   | リリース日    | 備考          |
| CMソング | アパルトマン | 作詞：マイケル・G 作曲：片柳譲陽 | Miss.J | とても優秀な日本のCM音楽 （メディアレモラス ※廃盤） | MRCA-20018 | 1993年6月18日 | 2008年3月現在 |